# 中村正常

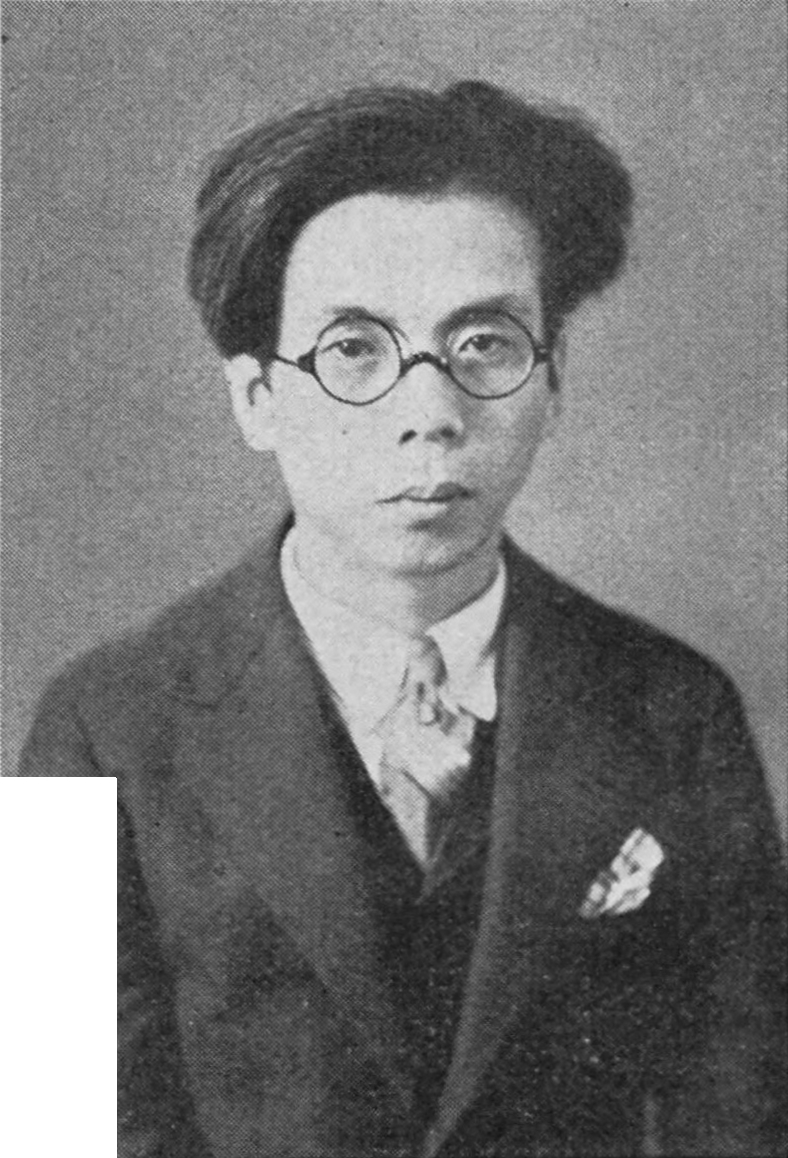
中村正常

中村 正常（なかむら まさつね、1901年〈明治34年〉11月6日 - 1981年〈昭和56年〉11月6日）は、日本の劇作家、小説家。長女は女優の中村メイコ。叔父は物理学者の中村清二。孫は作家の神津カンナ、女優の神津はづき、画家の神津善之介。

## 来歴

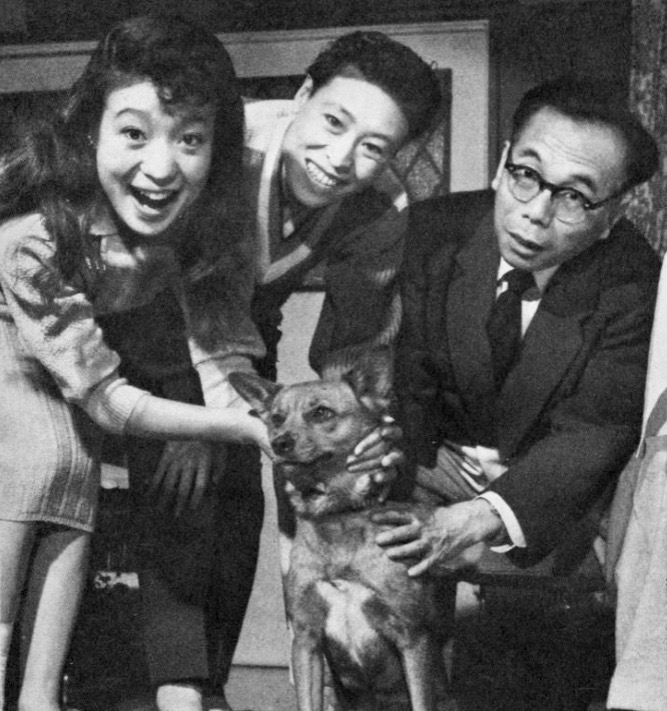
中村正常（右端）、娘の中村メイコ（左端）。1957年撮影。

東京市小石川区（現・東京都文京区）生まれ。第七高等学校造士館を中退。
1927年（昭和2年）に『不同調』（新潮社）に登場し、岸田國士に師事。阪中正夫、阿部正雄らと『悲劇喜劇』の編集に従事。
1929年（昭和4年）5月に第2回『改造』懸賞戯曲に「マカロニ」が当選し、1930年（昭和5年）に蝙蝠座同人として新興芸術派倶楽部に参加。1931年（昭和6年）暮れ、讀賣新聞社入社。記者記事の内容を面白く書き直す仕事に従事した。今日出海らと新劇運動をするかたわら「ボア吉の求婚」「隕石の寝床」などのナンセンスユーモア作品を発表。
のち、新興芸術派の衰退とともに文壇を去った。
1981年（昭和56年）、満80歳で死去（生没同日）。

## 著書
- 『ボア吉の求婚』新潮社 新興芸術派叢書、1930年、のちゆまに書房『新興芸術派叢書 16』2000年で復刻[注釈 3]
- 『隕石の寢床』改造社 新鋭文学叢書、1930年、のちゆまに書房『新鋭文学叢書 3』1998年で復刻[注釈 4]
- 『花嫁戯語』春陽堂 日本小説文庫、1932年
- 『二人用寢臺』春陽堂 日本小説文庫、1933年[注釈 5]
- 『ですネ物語』新泉社、1935年
- 『現代ユーモア小説全集 第6巻　虹の下の街・チエコとチヤコ株式会社 他十八篇』アトリヱ社、1935年[注釈 6]
- 『歳末遣繰譚・適齢ガール三人組』第百書房、1935年[注釈 7]
- 『彼女の新體制 ユーモア小説集』代々木書房、1941年[注釈 8]
- 『社長陣頭に指揮す』大白書房、1943年[注釈 9]

## 作品
- 「パンヤ文七の開拓<プロロオグ>、『馬鹿の標本』座談会<第1幕>」『蝙蝠座第一回公演上演台本 ルル子 全7幕』平凡社、1930年 所収
- 「廢物利用の會」兒童劇研究會編、福岡信夫編輯『新兒童劇集』日本學藝社、1935年 所収
- 「超現実派の花嫁」『大衆文学大系』講談社、1971-1980年 所収
- 「女体沐浴」『芸術至上主義文芸』第7号、1981年 所収[注釈 10]
- 「日曜日のホテルの電話」鈴木貞美編『モダン都市文学 モダンガールの誘惑』平凡社、1989年 所収
- 「人造人間ロボット氏訪問記」海野弘編『モダン都市文学 機械のメトロポリス』平凡社、1990年 所収
- 「デパート二十四時間」和田博文監修『コレクション・モダン都市文化 第8巻 デパート』ゆまに書房、2005年 所収
- 「幸福な結婚」「三人のウルトラ・マダム」北村薫、宮部みゆき編『名短篇ほりだしもの』筑摩書房、2011年 所収

## 曲
- 「ポンチポンチの皿廻し 唄とピアノの為に」中村正常作詞 吉田たか子（隆子）作曲 箕作秋吉編『日本新歌曲集』春秋社、1933年 所収

## 児童劇音源
- 「メイ子チャンと社頭の対面」中村正常作詞、米山正夫作編曲、中村メイ子、清水美佐子、日本ポリドール管弦楽団、1940年

## 記事
- 「『悲劇喜劇』創刊の頃」『悲劇喜劇』第8巻5号、1954年
- 「対談〈やアこんにちわ〉」『週刊読売』、1955年（近藤日出造と）
- 「子の脛をカジロウ族」『文藝春秋』第36巻13号、1958年
- 「聞き書・中村正常」『芸術至上主義文芸』第7号、1981年